# Сент-Джозеф (Мичиган)
Сент-Джозеф, в просторечии известный как Сент-Джо — город и административный центр округа Берриен, штат Мичиган. Он был включён как деревня в 1834 году и как город в 1891 году. По данным переписи 2010 года, население города составляло 8 365 человек. Он расположен на берегу озера Мичиган, в устье реки Сент-Джозеф, примерно в 140 км к востоку-северо-востоку от Чикаго. Это дом Американского общества сельскохозяйственных и биологических инженеров.

## История
Устье реки Сент-Джозеф, в настоящее время Сент-Джозеф, было важным пунктом путешествий и торговли индейцев, поскольку оно проходило вдоль ключевого водного пути между Великими озерами и рекой Миссисипи и Майами, и Потаватоми использовали этот маршрут и использовали этот район в качестве лагеря. Река Сент-Джозеф также позволила соединиться с тропой Саук, которая была главной наземной тропой через Мичиган. В 1669 году устье реки увидели европейские исследователи. Французский исследователь Рене-Робер Кавелье, сьер де ла Саль, построил форт Майами на утесе с видом на озеро Мичиган. В 1679 году он дождался корабля Le Griffon, который так и не вернулся. После того, как корабль был признан потерянным, Ла Саль и его люди совершили первое наземное пересечение нижней части полуострова европейцами. 
Следующим постоянным белым поселенцем в Сент-Джозефе был Уильям Бернетт, который около 1780 года открыл торговый пост в устье реки Сент-Джозеф.  Почта торговала едой, мехами и товарами с местами, включая Детройт, Макинак и Чикаго.  В 1829 году Кальвин Британ, приехавший из округа Джефферсон, штат Нью-Йорк, и преподававший в миссии Кэри в Найлсе в течение двух лет, приехал на место св. Иосифа. Вскоре после этого он заложил площадь деревни, тогда известной как Ньюберипорт, названной в честь прибрежного города в Массачусетсе. Великобритания оказала влияние на привлечение других поселенцев в этот район. Участки продавались быстро, и деревня процветала. 
Устье реки Сент-Джозеф было выпрямлено каналом, а позже были добавлены пирсы. Первый маяк в Сент-Джозефе соперничает с оригинальным маяком Чикаго как первый маяк, построенный на озере Мичиган. Ньюберипорт изменил свое название на Сент-Джозеф, когда он был зарегистрирован 7 марта 1834 года. Город был зарегистрирован 5 июня 1891 года.
Первый водный маршрут через озеро Мичиган между Сент-Джозефом и Чикаго начался как почтовый маршрут в 1825 году, но обслуживание было спорадическим до 1842 года, когда Сэмюэл и Эбер Уорд начали постоянное обслуживание. Так продолжалось одиннадцать лет. До появления крупных судовых компаний на озере Мичиган обслуживание осуществлялось в основном на лодках, управляемых владельцами. С ростом судоходства в Бентон-Харбор и ростом туризма в Сент-Джозефе постоянные и более крупные операции начали осуществляться из портов. 
Береговая охрана до сих пор поддерживает станцию на этом месте.  В 1876 году Служба спасения Соединенных Штатов построила спасательную станцию в Сент-Джозефе, назначив Джозефа Нейпира первым смотрителем станции.
После ожесточенной политической борьбы Сент-Джозеф был назван административным центром округа Берриен в 1894 году, когда Берриен-Спрингс отказался от этого статуса. Каждый из трех крупнейших городов округа, Бентон-Харбор , Сент-Джозеф и Найлс , хотел стать административным центром округа, но ни один из них не имел большинства голосов. Как только избиратели Сент-Джозефа и Бентон-Харбора объединили свои голоса, у Сент-Джозефа было достаточно голосов, чтобы победить.
11 октября 1898 года Август Мур Херринг взял один из своих планеров , оснащенных двигателем, на Силвер-Бич в Сент-Джозефе. Машина Херринга слегка приподнялась над землей и фактически пролетела семь секунд. Одиннадцать дней спустя изобретатель совершил еще один полет продолжительностью десять секунд. Хотя у Херринга был летательный аппарат тяжелее воздуха, он не мог им управлять. Братьям Райт предстояло довести до совершенства управляемый полет пятью годами позже и отвести себе и Китти Хок, Северная Каролина , место в истории, которое могло бы в конечном итоге принадлежать Херрингу и Сент-Джозефу.

### История транспорта
Во второй половине XIX века между Сент-Джозефом и Чикаго действовали две крупные судоходные компании: компания Goodrich Transportation и местная фирма Graham and Morton. Они доминировали в дорожном движении в Сент-Джозефе более 100 лет, хотя в это время работали и другие более мелкие компании.
Начиная с 1874 года Генри Грэм и Дж. Стэнли Мортон начали эксплуатацию паропровода из Сент-Джозефа. Их сотрудничество превратилось в Транспортную компанию Грэма и Мортона. Благодаря жесткой конкуренции они выиграли войну, чтобы стать основным перевозчиком из Сент-Джозефа. Гудрич прекратил обслуживание городов-побратимов в 1880 году. Компания быстро росла и за пятьдесят с лишним лет своего существования стала второй по величине линией на озере Мичиган после Гудрича. 
В 1924 году, когда вдоль береговой линии озера Мичиган начали прокладываться дороги с планировкой, G&M была вынуждена слиться с Goodrich. Как и в большинстве других портов на озере Мичиган, в Сент-Джозефе в первые годы двадцатого века произошло резкое падение трафика, что усугубилось Великой депрессией. Маршрут между Чикаго и Сент-Джозефом просуществовал до 1950-х годов. 
29 января 1870 года Чикагско-мичиганская железная дорога Лейк-Шор продлила железнодорожную линию от Нью-Баффало до Сент-Джозефа. Эта железная дорога соединяла Сент-Джозеф с Гранд-Рапидсом, Маскигоном, Детройтом и Чикаго. (До этого единственная связь Сент-Джозефа с этими другими городами была по воде.) Линия была преобразована в железную дорогу Чикаго и Западного Мичигана , а затем была включена в состав железной дороги Пер-Маркетт .

### История бизнеса и отрасли
В 1892 году компания Truscott Boat Manufacturing Co переехала в Сент-Джозеф из Гранд-Рапидс. В начале 20 века компания была крупнейшим работодателем в Сент-Джозефе с 700 сотрудниками и строила 600 деревянных лодок в год. Компания строила лодки для правительства во время Первой мировой войны, боролась во время Великой депрессии, была продана в 1940 году, возродилась во время Второй мировой войны, чтобы строить корабли для военно-морского флота, и обанкротилась в 1948 году .
В 1911 году Луи, Эмори и Фредерик Аптон начали бизнес по производству бытовых стиральных машин . Бизнес вскоре стал бумом и продолжает расти по сей день. В 1929 году Upton Machine Company объединилась с Nineteen Hundred Corp., взяв последнее название. Компания начала продавать линейку бытовой техники, известную как бренд Whirlpool, в 1948 году. В течение следующего десятилетия Nineteen Hundred сменила название на Whirlpool. Сегодня Whirlpool Corporationявляется крупнейшим производителем крупной бытовой техники и имеет большое присутствие в Сент-Джозефе и близлежащем Бентон-Харборе . Всемирная штаб-квартира Whirlpool находится за пределами Бентон-Харбор.
В 1891 году на земле между озером и устьем реки в Сент-Джозефе был открыт парк развлечений Silver Beach . Логан Дрейк и Луи Уоллес купили землю у железной дороги Пер-Маркетт и построили коттеджи, чтобы привлечь туристов на берег озера. По мере того, как парк старел и набирал популярность, пара добавила множество аттракционов, включая концессии, игры, бассейн, променад и различные аттракционы. Первые американские горки были построены в 1904 году и назывались «Погоня сквозь облака», на смену которым пришли американские горки «Бархатные» (переименованные в «Комету»). Среди самых популярных аттракционов были карусели и бальный зал Shadowland, построенный в 1927 году. В течение 1960-х и 1970-х годов здания пришли в упадок, а толпы уменьшились. Наконец, преступность в парке заставила полицию закрыть его в 1970 году .

## География
По данным Бюро переписи населения США , город имеет общую площадь 12,43 км² , из которых 8,34 км²  приходится на сушу и 4,09 км² на воду.

## Демография

### перепись 2010 г.
По переписи 2010 г. в городе проживало 8 365 человек, 3 933 двора и 1 941 семья. Плотность населения составляла 1 003,0 человека на квадратный километр. Было 4795 единиц жилья со средней плотностью 574,9/км ² . Расовый состав города был белым на 88,1%, афроамериканцем на 5,3% , коренным американцем на 0,3% , азиатом на 3,4% , представителем других рас на 0,9% и представителем двух или более рас на 1,9%. Латиноамериканцы или латиноамериканцы любой расы составляли 2,8% населения.
Насчитывалось 3933 домохозяйства, из которых в 20,6% проживали дети в возрасте до 18 лет, 37,5% составляли супружеские пары, проживающие вместе, в 8,9% проживала женщина без мужа, в 2,9% - мужчина без жены, и 50,6% не были членами семьи. 43,5% всех домохозяйств состоят из отдельных лиц, а в 13,9% проживают одинокие люди в возрасте 65 лет и старше. Средний размер домохозяйства составлял 1,97 человека, а средний размер семьи - 2,74 человека.
Средний возраст в городе составил 41,6 года. 16,4% жителей были моложе 18 лет; 9,2% были в возрасте от 18 до 24 лет; 28,6% были в возрасте от 25 до 44 лет; 27,2% были в возрасте от 45 до 64 лет; и 18,6% были в возрасте 65 лет и старше. Гендерный состав города: 48,8% мужчин и 51,2% женщин.

### перепись 2000 г.
По переписи  2000 г. в городе проживало 8 789 человек, 4 117 дворов и 2 058 семей. Плотность населения составляла 988,9 человека на квадратный километр . Было 4 594 единицы жилья со средней плотностью 516,9/км ². Расовый состав населения города был белым на 90,31 %, афроамериканцем на 5,11 % , коренным американцем на 0,41 %, азиатом на 2,39 %, жителем островов Тихого океана на 0,02 % , представителем других рас на 0,46 % и представителем двух или более рас на 1,31 %. Латиноамериканцы или латиноамериканцы любой расы составляли 1,29% населения.
Было 4117 домохозяйств, из которых 22,0% имели детей в возрасте до 18 лет, проживающих вместе с ними, 37,6% были супружескими парами, проживающими вместе, 9,4% имели домохозяйку без мужа, а 50,0% не были семьями. 44,1% всех домохозяйств состоят из отдельных лиц, а в 14,3% проживают одинокие люди в возрасте 65 лет и старше. Средний размер домохозяйства составлял 1,99 человека, а средний размер семьи - 2,77 человека.
В городе население было рассредоточено: 19,0% в возрасте до 18 лет, 9,5% от 18 до 24 лет, 30,6% от 25 до 44 лет, 22,7% от 45 до 64 лет и 18,2% в возрасте 65 лет или старше. старшая. Средний возраст составил 39 лет. На каждые 100 женщин приходилось 96,0 мужчин. На каждые 100 женщин в возрасте 18 лет и старше приходилось 92,9 мужчин.
Средний доход семьи в городе составлял 37 032 доллара, а средний доход семьи - 51 328 долларов. Средний доход мужчин составлял 36 250 долларов против 26 395 долларов у женщин. Доход на душу населения в городе составлял 24 949 долларов. Около 4,3% семей и 6,6% населения находились за чертой бедности, в том числе 6,1% лиц моложе 18 лет и 6,3% лиц в возрасте 65 лет и старше.

## Искусство и культура
Сент-Джозеф является соведущим ежегодного фестиваля Blossomtime Festival  вместе с Бентон-Харбор.
Krasl Art Fair on the Bluff  проводится в парке Лейк-Блафф каждый год в выходные после выходных 4 июля.
Конкурс элегантности Юго-Западного Мичигана проводится ежегодно во вторую субботу августа. Первое шоу состоялось в 2005 году. Пригласительное шоу прекрасных автомобилей, 75 владельцев старинных автомобилей должны продемонстрировать автомобили в парке Лейк-Блафф в центре города Сент-Джозеф.

### Венецианский фестиваль
С 1979 по 2011 год в Сент-Джозефе проводился Венецианский фестиваль, который включал в себя три традиции: Благословение реки, Парад освещенных лодок и Классический парад лодок. Название фестиваля было намеком на сходство между Святым Иосифом и Венецией в Италии .
В 1987 году в порт зашел авианосец «Оливер Хазард Перри», и его командир разрешил посетителям фестиваля совершить бесплатную экскурсию. Это положило начало традиции регулярного посещения фестиваля кораблями ВМС США . Музыка также способствовала успеху фестиваля и предлагалась в трех местах: на Утесе , в павильоне Shadowland и на главной сцене. Многие местные музыканты играли в Bluff and the Pavilion, а на главной сцене выступали такие известные группы, как Beach Boys , Cheap Trick , Gin Blossoms , Little Big Town и Джейсон Майкл Кэрролл .
Согласно исследованию, проведенному Мичиганским государственным университетом в 1998 году, около 63 000 человек посетили Венецианский фестиваль 1997 года, и фестиваль принес местной экономике около 1,7 миллиона долларов дохода. 
Во время фестиваля вдоль Серебряного пляжа и реки Сент-Джозеф также проходили соревнования , в том числе турниры по волейболу, речной бег и прогулка и скульптура из песка.  Парад освещенных лодок и Классическая выставка лодок проходили вдоль реки Святого Иосифа и были частью Венецианского фестиваля с 1987 года. Фейерверки и аттракционы также были достопримечательностями, привлекая людей из крупных городов, таких как Чикаго . Освящение реки было совершено 30 июля и продолжается по традиции по сей день.
Городское правительство организовано как совет-менеджер правительства . Существует городская комиссия из пяти членов, которые избираются в целом. Городские выборы проводятся в ноябре четных лет; на каждых выборах открываются три места в комиссии. Два кандидата, набравшие наибольшее количество голосов, получают четырехлетний срок, а кандидат, набравший третье место по количеству голосов, получает двухлетний срок. На первом заседании после каждых выборов комиссия выбирает из своего числа мэра и временно исполняющего обязанности мэра на следующие два года. Городская комиссия - это орган, работающий неполный рабочий день, который обычно собирается два раза в месяц, чтобы действовать в качестве законодательного органа и устанавливать общую политику. Повседневные операции делегированы нанятому сити-менеджеру .
Основные городские объекты включают мэрию и полицейский участок на Брод-стрит, 700; Департамент общественных работ на Брод-стрит, 1160; пожарная часть на Брод-стрит, 915; Публичная библиотека Мод Престон Паленске на Маркет-стрит, 500; Ледовая арена Джона и Деде Ховарда на Уилла Драйв, 2414; водоочистная станция на Лайонс Парк Драйв, 1701; и кладбище Ривервью на Найлс-роуд, 2525.
Городская водоочистная станция снабжает питьевой водой общины Управления водоснабжения и очистки сточных вод на берегу озера Мичиган , которые обслуживают городки Линкольн Чартер , Ройалтон , Чартерный городок Сент-Джозеф и деревни Шорхэм и Стивенсвилл . Очистка сточных вод обеспечивается совместным предприятием по очистке сточных вод, которое находится в совместной собственности городов Сент-Джозеф и Бентон-Харбор, а также обслуживает сообщества LMSWSTA, Чартерный городок Бентон и части городка Содус .
| Имя           | Заголовок    | Год первого избрания/назначения |
| ------------- | ------------ | ------------------------------- |
| Брук Томас )  | комиссар     | 2021                            |
| Лаура Гус     | Мэр          | 2017                            |
| Майк Сарола   | комиссар     | 2021                            |
| Линн Тодман   | Мэр временно | 2017                            |
| Мишель Бинкли | комиссар     | 2017                            |